# ジェフ・ガーリン
ジェフ・ガーリン（Jeff Garlin, 1962年6月5日 - ）は、アメリカ合衆国出身の俳優、監督、コメディアン、声優である。

## 出演作品

### テレビ
- ラリーのミッドライフ★クライシス
- アントラージュ★オレたちのハリウッド
- LAW & ORDER クリミナル・インテント
- ブル～ス一家は大暴走!
- それいけ! ゴールドバーグ家

### 映画
- 彼女はパートタイムトラベラー
- パラノーマン ブライス・ホローの謎（ペリー）
- カーズ2（オーティス）
- トイ・ストーリー3（バターカップ）
- バウンティー・ハンター
- ROCKER 40歳のロック☆デビュー
- ウォーリー（艦長）
- スリープオーバー
- チャーリーと14人のキッズ（フィル）
- フル・フロンタル
- バビロン